# Bielow (stacja kolejowa)
Bielow (ros. Белёв) – stacja kolejowa w miejscowości Bielow, w rejonie bielowskim, w obwodzie tulskim, w Rosji. Położona jest na linii Bielow – Kozielsk. Linia w stronę Gorbaczewa jest nieczynna.

## Historia
Stacja powstała w czasach carskich na Kolei Smoleńsko-Ranienburskiej pomiędzy stacjami Kiriejewskaja i Manajenki.

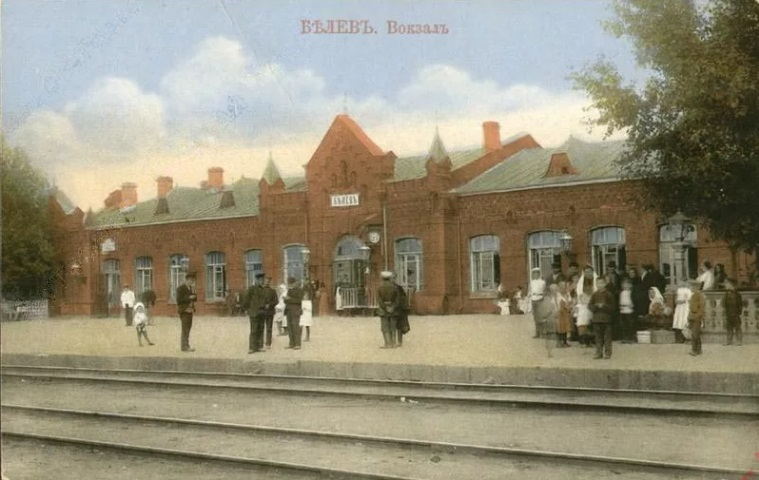
stacja na pocz. XX w.